# Näsåker
Näsåker – miejscowość (tätort) w Szwecji w gminie Sollefteå w regionie Västernorrland. Około 541 mieszkańców.